# Tan France
Tanveer Wasim "Tan" France é um estilista anglo-americano, de ascendência paquistanesa. É mais conhecido como o especialista em moda na série Queer Eye e co-apresentador do reality de competição Next In Fashion, ambos da Netflix.

## Livros
Em junho de 2019, France publicou sua autobiografia, Naturally Tan, pela St. Martin's Press. O livro tornou-se um NYT best-seller. É sobre sua experiência de crescer "gay em uma família muçulmana tradicional, como uma das poucas pessoas de cor em Doncaster, Inglaterra".
O livro de memórias começa com a infância de Tan na Inglaterra, onde episódios de racismo eram uma ocorrência cotidiana, como ter que correr de volta para a escola para evitar ser espancado por bandidos racistas, e segue com tópicos pesados, como colorismo dentro da comunidade do sul da Ásia e a islamofobia que ele enfrentou antes e depois dos ataques de 11 de setembro.

## Filmografia

### Televisão
| Year          | Title                                 | Role            | Notes                                          |
| ------------- | ------------------------------------- | --------------- | ---------------------------------------------- |
| 2018–presente | Queer Eye                             | Ele mesmo       | Elenco principal (47 episódios)                |
| 2018          | Nailed It!                            | Ele mesmo       | Episódio: "3, 2, 1...Ya Not Done!!"            |
| 2018          | Don't Watch This                      | Ele mesmo       | Episódio: "Antoni Psycho"                      |
| 2018          | Crazy Ex-Girlfriend                   | Fett Ragoso     | Episódio: "I'm Making Up for Lost Time"        |
| 2019          | Lip Sync Battle                       | Ele mesmo       | Episódio: Queer Eye                            |
| 2019–presente | Dressing Funny                        | Ele mesmo       | Apresentador                                   |
| 2019          | Big Mouth                             | Ele mesmo (voz) | Episódio: "Disclosure the Movie: The Musical!" |
| 2020          | Next In Fashion                       | Ele mesmo       | Apresentador                                   |
| 2020          | The Great Celebrity Bake Off for SU2C | Ele mesmo       | Participante                                   |
| 2020          | The Big Process Ep.5                  | Ele mesmo       | Participante                                   |
| 2020          | Served!                               | Ele mesmo       | Convidado                                      |
| 2020          | Boost My Business By Facebook         | Ele mesmo       | Apresentador                                   |
| 2020          | Celebrity Family Feud                 | Ele mesmo       | Participante                                   |